# Pyrus tenuinervis
Pirus tenuinervis
Espèce
Synonymes
- †Pirus tenuinervis Théobald, 1934

Classification phylogénétique
Pyrus tenuinervis est une espèce fossile de plantes à fleurs du genre Pyrus, de la famille Rosaceae et l'ordre Rosales.

## Classification
L'espèce Pyrus tenuinervis est décrite en 1934 par Nicolas Théobald (1903-1981) sous le protonyme Pirus tenuinervis.

## Présentation
Une feuille membraneuse à bord finement denté, de forme ovale, pointue au sommet, arrondie en cœur à la base. Le pétiole manque. La nervure principale est très apparente. Les nervures secondaires (5-6) se détachent sous un angle de 70° environ et se dirigent vers les bords du limbe, où elles se réunissent en boucles : la nervure est camptodrome. Seules les nervures marginales pénètrent dans les dents du bord du limbe. Les nervures anastomotiques sont perpendiculaires ou obliques et délimitent des mailles polygonales occupées par des ramifications plus fines..

### Publication originale
- [1934] Nicolas Théobald, « La flore des grès oligocènes de Spechbach-le-Bas (Haut Rhin). », Bulletin de la Société Industrielle de Mulhouse, t.C, n°1,‎ janvier 1934 (1), p. 51-68, 2 planches. .